# 奥口文結
奥口 文結（おくぐち ふみゆ、1989年5月17日 - ）は、エフエム仙台（Date fm）の元社員。アナウンサー業も行っていた。石川県生まれ、宮城県仙台市育ち。

## 人物
- 宮城大学事業構想学部卒業[3]後、2013年入社[4]。
- デザインを得意としており、｢forever green project｣のオリジナルTシャツのデザインも自ら手がけた[5]。
- 2017年12月まんぷくラジオで入籍を発表。
- 2019年3月でエフエム仙台を退社[6]。

## 過去の担当番組
- FLICK MOTION（火曜 16:30 - 18:50 2017年2月 - 3月）
- 井ヶ田 Four Seasons Diary（『Crescendo』内 月曜 - 金曜 9:05 - 9:15 金曜のみ）
- 宮城ごちそうラジオ・東北まんぷくラジオ（金曜 11:30 - 11:50 2016年4月 - 2018年3月、12:00 - 12:50 2015年4月 - 2018年3月）
- チケット!（金曜 12:00 - 12:50 2018年4月 - 12月）
- J-SIDE STATION（月曜・火曜 13:30 - 15:50 2018年10月 -2019年3月）
- とび出せ高校生諸君!（木曜 20:00 - 20:25、20:30 - 20:55 2018年10月 - 2019年3月）
- forever green radio（日曜 9:30 - 9:55 2014年7月 - 2019年3月）
- Date fm Information
- ニュース